# Prix Sidoine-Apollinaire
Le prix Sidoine-Apollinaire est un prix littéraire attribué à une œuvre, documentaire ou de fiction, qui « apporte une meilleure connaissance de l'Auvergne ou de Rhône-Alpes ». 
Il porte le nom de Sidoine Apollinaire, écrivain et évêque gallo-romain né à Lyon et mort à Clermont, symbole des liens culturels et littéraires entre les deux régions (aujourd'hui fusionnées) que le prix entend « resserrer ».

## Palmarès
- 1959 : Jean-Charles Varennes[2].
- 1978 : Robert Chaumet pour Le Mortier de fluorine, éditions Horvath[3]
- 1979 : Jean Dautriat pour Ouilla ! docteur....
- 1981 : Marcel Laurent pour L'exilé de La Chaise-Dieu : Mgr Jean Soanen (1647-1740).
- 1982 : Georges Gayte  pour La Hurleuse (2e roman de l'auteur).
- 1984 : Félix Benoit[4].
- 1985 : Paul Perrève pour Le Genêt Scorpion[5].
- 1987 : Pierre Dardun pour Le Guerrier occasionnel[6].
- 1988 : Serge Vincent, Un rendez-vous manqué[7].
- 1989 : Jean-Charles Varennes[8].